# The Salmon Dance
The Salmon Dance — пісня англійського електронного дуету The Chemical Brothers видана 10 вересня 2007 року на лейблі Freestyle Dust. Вокальні партії виконав Fatlip. Є сьомою піснею та другим синглом гурту з альбому We Are the Night (2007). 
Сингл мав помірний комерційний успіх та увійшов до десятки в чарті RIANZ у Новій Зеландії (переважно завдяки цифровим завантаженням на ротації на радіо). Кліп до пісні був номінований на премію MTV Europe Music Award у 2007 році.

## Список треків
UK 7" сингл
1. "The Salmon Dance (Album Version)"
2. "Snooprah"

UK 12" сингл
1. "The Salmon Dance (Album Version)"
2. "Electronic Battle Weapon 8"
3. "The Salmon Dance (Crookers 'Wow' Mix)"
4. "The Salmon Dance (Hervé Mix)"

UK CD сингл
1. "The Salmon Dance (Radio Edit)" – 3:07
2. "Electronic Battle Weapon 8" – 6:32

iTunes remix сингл
1. "The Salmon Dance (Heavily Smoked By the Glimmers)